# Негру де Пуркар
Негру де Пуркар (рум. Negru de Purcari, на старих етикетках молдавською кирилицею — Негру де Пуркарь) — молдавське столове червоне сухе марочне вино.
Вино виробляється тільки на території місцевості Пуркар, в районі Штефан-Воде, Молдова. Має неофіційну назву «вино англійської королеви», оскільки постачалося до Британського двору, у тому числі для королеви Єлизавети II.
Вино відзначене 6 золотими й 7 срібними медалями
За часів СРСР Негру де Пуркар було єдиним молдавським вином, що мало етикетку англійською мовою при експорті.

## Дегустаційні особливості
Колір: насичений рубіновий.
Аромат: букет з відтінками сливи, шоколаду, інжиру, чорної смородини, згодом — ноти ванілі та шафрану.
Смак: оксамитовий збалансований, з фруктовими та дубовими відтінками.
Міцність — 10-13 об.%.

## Склад
Вино «Негру де Пуркар» виготовляють сепажним способом з таких сортів винограду:
- Каберне-Совіньйон,
- Серексія чорна (Рара Нягре, (Rara Neagră),
- Сапераві.
Каберне-Совіньйон — один з найстаріших французьких сортів винограду середньо-пізнього дозрівання. Цей сорт розповсюджений у всіх виноградарських зонах Молдови та займає близько 40 тис. га, що складає близько 13 % загальної площі виноградників. В умовах Молдови сорт винограду Каберне-Совіньйон здатний накопичувати достатню для виготовлення вина кількість цукру (18-20 %) при середній урожайності.
Серексію чорну вважають аборигенним сортом винограду Молдови. Поряд з достатньою цукристістю, кислотність винограду вища за норму, але на півдні вона зменшується й навіть стає нижче норми.
Сапераві — грузинський сорт пізнього дозрівання. Площі, зайняті цим сортом, становлять у Молдові близько 6 тис. га.

## Виробництво
Технологічна схема — шумування мезги в чанах або резервуарах із плаваючою шапкою при температурі не вище 28°С.
Молодий виноматеріал після освітлення, зняття з дріжджів і 30…40-денного відпочинку ставиться на видержку. Загальний термін видержки — три роки.
Кондиції готового вина: спирт — 9…14 об.%, титрована кислотність — 6 г/л, наведений екстракт — не менше 18 г/л.

## Історія
Є легенда про те, що господар Молдови Стефан Великий перед битвою випивав кубок, наповнений чотирма частинами «Негру де Пуркар», трьома частинами «Пурпуру де Пуркар» та трьома частинами «Рошу де Пуркар», і він після цього кожен раз перемагав турок.
Після приєднання Бессарабії до Росії, відповідно до указу від 1827 р., в Пуркарах було створено перше спеціалізоване виноробне господарство
В 1847 р. на Бессарабській сільськогосподарській виставці Пуркарське вино отримало свою першу золоту медаль. На закритій дегустації вин більшість членів журі віддало перевагу сухому, інтенсивно забарвленому, червоному вину, вважаючи його за один з нових зразків знаменитих вин Бордо. Яке ж було здивування експертів, коли з'ясувалося, що це було вино «Негру де Пуркар» з маловідомого села на березі Дністра — Пуркар.
В 1878 р. на Всесвітній Виставці в Парижі «Негру де Пуркар» отримує свою другу золоту медаль.
Отримавши всесвітнє визнання, вино постачається до дворів російського імператора Миколи II, англійського короля Георга IV, англійської королеви Вікторії.
Після епідемії філоксери (phylloxera) наприкінці XIX ст. відновлення виноградників почалося тільки в 1906 р. До 1914 р. Бессарабія стала найбільшою зоною виноградарства в Російській Імперії.
Дві світові війни завдали значної шкоди молдовському виноробству.
Відновлення виноробства вина в Молдові почалося тільки в 1950-ті роки. За 10 років виноградною лозою була засаджена площа більш ніж 150 тис. га, й на 1960 р. загальна площа виноградників досягла 220 000 га.
Після розпаду СРСР виробництво вина сорту «Негру де Пуркар» було призупинено більш ніж на 15 років. Новітній період в історії Пуркарських вин починається з 2003 р., коли була заснована компанія Vinăria Purcari.
На сьогоднішній день пуркарські вина мають більше 80 високих нагород міжнародних спеціалізованих конкурсів і дегустацій за високу якість і смак.
Вино «Негру де Пуркар» постачається до двору англійської королеви за ціною 76 доларів за пляшку. В цілому в Західну Європу з Молдови відправлено 12 млн пляшок, що становить 5 % виробленого вина в Молдові. [недоступне посилання з липня 2019]

## Експорт вина
На ринок Норвегії пушкарські вина виходять у вересні 2014 р. «Чорне пуркарське вино» (Negru de Purcari) — найдорожче і коштує 179 крон (біля €20) за пляшку. Також експортуються пуркарські вина: каберне-совіньйон, шардоне, мерло, піно гріджіо, піно нуар і совіньйон.
Росія вводила ембарго на поставки вина з Молдови у 2006 р. та вересні 2013 р.  [Архівовано 4 березня 2016 у Wayback Machine.]

## Гастрономічні рекомендації
Вино «Негру де Пуркар» чудово узгоджується зі стравами з червоного м'яса, з олениною, м'ясом кабана, баранячою відбивною, маринованим м'ясом, з твердими сирами сортів Рокфор, Горгонцола, Стілтон, з гострими стравами, зі спагеті з м'ясною підливою.
Negru de Purcari рекомендується відкорковувати мінімум за пів години до дегустації та подавати при температурі 18оС.